# Мане Роквић
Мане Роквић (убијен 1944. године) је био четнички борац. Рођен је у Колунићу код Босанског Петровца. Пре рата био је запослен у фабрици „Шипад“ из Дрвара. Један од вођа устанка у Босанској крајини. У почетку је био комуниста, али када је требало да буде ликвидиран због непослушности, он је пребегао четницима. Учествовао у првој борби против усташа 26. јула 1941. године надомак Дрвара, и у ослобођењу овог града 27. јула. Командант пука „Краљ Александар Први“, у јесен 1941, један од шест пукова од којих ће крајем октобра настати Динарска четничка дивизија.
Брзо је постао независни четнички командант. Његова јединица је била позната по недисциплини. Нудио је у име четника Хрватима сарадњу у борби против партизана 17. маја 1942. године, да би месец дана касније склопили договор 18. јуна 1942.
За њега су Немци говорили да „без прекида и устезања сарађује са немачким трупама“, а да су и „низ других четничких вођа на подручју јужно од Бихаћа, неумољиви противници комунизма и добри борци“ који су се „сви истакли у сарадњи са нашим трупама“.
Мане Роквић се повлачио заједно са немачком војском крајем 1944. године. Том приликом су га ухватиле усташе и убиле.